# 蒂萨绍什
蒂萨绍什（匈牙利語：Tiszasas）是匈牙利亚斯-瑙吉孔-索尔诺克州所辖的一个村，总面积28.79平方公里，总人口1024，人口密度35.6人/平方公里（2010年1月1日）。